# Alma Hoppe

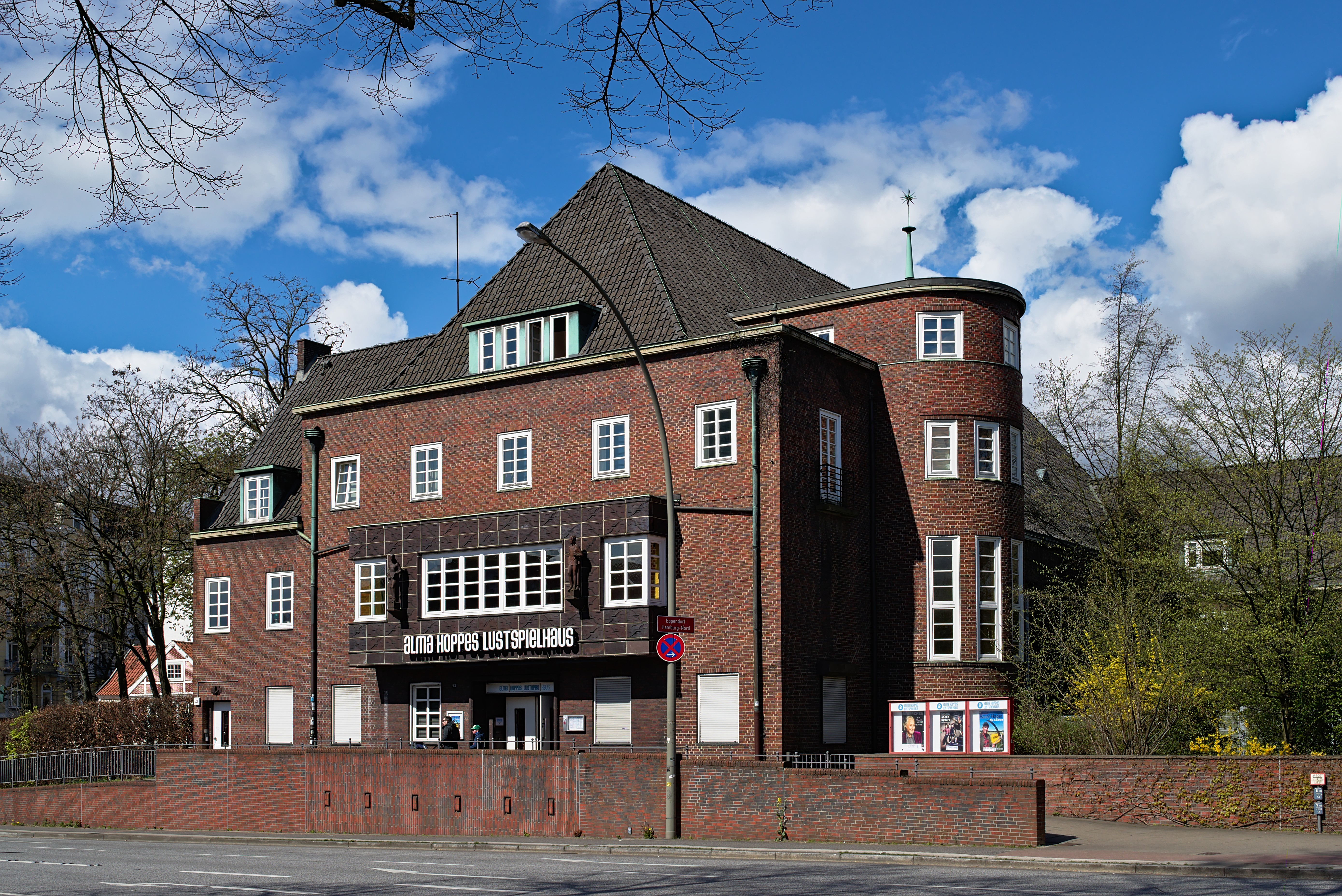
„Alma Hoppes Lustspielhaus“ an der Ludolfstraße in Hamburg-Eppendorf (2016)

Alma Hoppe ist ein um 1984 gegründetes Kabarett-Duo, bestehend aus Jan-Peter Petersen und Nils Loenicker, das 2023 beendet wurde. Erste Auftritte fanden im 2001 geschlossenen Kabarett Mon Marthe an der Ecke Tarpenbekstraße/Lokstedter Weg in Hamburg-Eppendorf statt. Dort hatte das Duo später die Intendanz, sorgte zwischen 1988 und 1993 für volle Säle und besetzte mit Alma Hoppe etwa 70 Prozent des Spielplans.
Am 25. März 1994 eröffneten die beiden Kabarettisten ein paar hundert Meter weiter ihre eigene Bühne, das Privattheater „Lustspielhaus Alma Hoppe“ an der Ludolfstraße 53. Aufgeführt wird im – inzwischen denkmalgeschützten, um das Jahr 1928 fertiggestellten – ehemaligen Gemeindehaus der dort gegenüberliegenden Eppendorfer St. Johanniskirche. Der Standort des Gebäudes liegt auch in unmittelbarer Nähe zur 1988 von Rolf Mares eröffneten Komödie Winterhuder Fährhaus, direkt auf der anderen Seite des Alsterlaufs.
Alma Hoppes Lustspielhaus hat insgesamt 350 Plätze. Eine Besonderheit ist, dass während der Aufführungen an Bistrotischen Getränke konsumiert werden können, was zusätzlich zur Finanzierung des Hauses beiträgt. Henning Venske, früherer Radiomoderator, ehemaliger Chefredakteur des Satiremagazins Pardon und langjähriges Mitglied bei der Münchner Lach- und Schießgesellschaft gehörte bis 2018 zum festen Team. In jeder Spielsaison gibt es Gastauftritte von Künstlern wie zum Beispiel Jochen Malmsheimer, Anny Hartmann, Simone Solga, Heinz Strunk, Hanz oder Gruppen wie Liederjan.
Laut Eigenangaben finden 300 Vorstellungen pro Jahr statt mit rund 70.000 Zuschauern. Im Rahmen der jährlichen Förderung der Hamburger Privattheater durch die Kulturbehörde wird das Alma Hoppe Lustspielhaus seit 2017 erstmals mit 74.000 Euro unterstützt.
Am 16. März 2023 gaben Nils Loenicker und Jan-Peter Petersen ihre letzte Bühnenshow „Finale Arrabbiata“ und beendeten damit nach 39 Jahren ihre Zusammenarbeit als Alma Hoppe.

## Ursprung des Namens Alma Hoppe
Alma Hoppe war eine im Jahre 1976 in Konkurs gegangene Fruchtsaftfabrik, seinerzeit die größte Süßmosterei Norddeutschlands mit Hauptsitz in Neuenkirchen im Land Hadeln.